# Família bin Laden

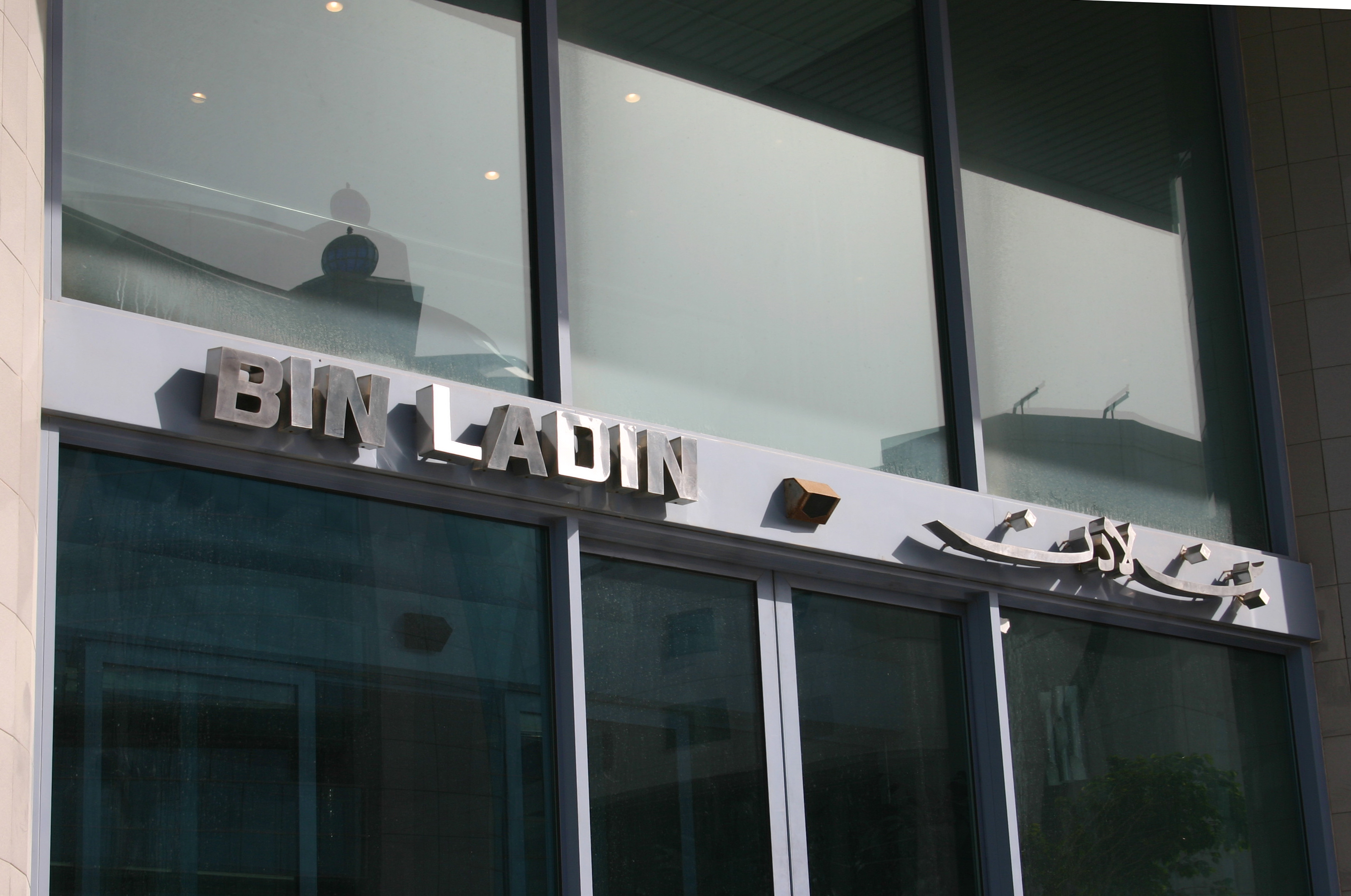
Edifício oficial da família bin Laden.

A família Bin Laden  (em árabe: بن لادن, bin Lāden), também chamada de Bin Laden, é uma família abastada intimamente ligada com os círculos mais internos da família real saudita. A família foi posta sob os holofotes da mídia em decorrência das atividades terroristas do mais conhecido de seus membros, Osama bin Laden, o ex-chefe da Al Qaeda, o grupo terrorista responsável pelo ataques terroristas de 11 de setembro de 2001 contra edifícios comerciais e do governo dos Estados Unidos.
Os interesses financeiros da família Bin Laden são representados pela Saudi Binladen Group, um conglomerado global de petróleo e gestão de patrimônio arrecadando US $ 57 bilhões por ano, sendo a maior empresa de construção do mundo, com escritórios em Londres, Dubai e Genebra. De acordo com um diplomata americano, a família Bin Laden também é proprietária de parte da Microsoft e da Boeing.

## Origens da família
A família tem suas origens em um pobre e ignorante hadramita chamado bin Laden, membro de uma tribo Kendah da aldeia de Al Rubat em Wadi Doan no Vale de Tarim, província de Hadramout, Iêmen; este faleceu em 1919.
Seu filho foi o xeque Muhammed bin Awad bin Laden (falecido em 1967). Muhammed bin Laden era um Shafi'i (sunita) nativo da costa sul do Iêmen, e emigrou para a Arábia Saudita antes da Primeira Guerra Mundial. Ele montou uma empresa de construção civil e chamou a atenção do Rei Abdul Aziz ibn Saud, através de projetos de construção, fazendo posteriormente contratos relativos a grandes obras de reforma em Meca, onde ele fez sua fortuna inicialmente através de direitos exclusivos sob a construção e reforma de todas as mesquitas e outros edifícios religiosos, não só na Arábia Saudita, mas até onde alcançava a influência de Ibn Saud.
Até sua morte, Mohammed bin Awad bin Laden tinha controle exclusivo sobre as restaurações na mesquita de Al-Aqsa, em Jerusalém. Logo a rede dos Bin Laden se estendeu para muito além das empresas locais de construção.
A intimidade especial que Muhammed Awad bin Laden tinha com a monarquia foi herdada pela geração mais jovem dos bin Laden. Os filhos de  Muhammed foram estudar no Victoria College de Alexandria, no Egito.
Seus colegas incluíram o rei Hussein da Jordânia, Zaid Al Rifai, os irmãos Kashoggi (cujo pai era um dos médicos do rei), Kamal Adham (que dirigia a Direção-Geral de Inteligência sob o Rei Faisal), os atuais empreiteiros Mohammed Al Attas, Fahd Shobokshi e Ghassan Sakr e o ator Omar Sharif.
Quando Muhammed bin Laden morreu em 1967, seu filho Salem bin Laden assumiu aos empreendimentos familiares, até sua própria morte acidental em 1988. Salem foi um dos pelo menos 54 filhos que Muhamed teve com várias esposas.
Os dois amigos mais íntimos do Rei Fahd foram príncipe Mohammed bin Abdullah (filho do irmão mais novo de Abdul Aziz ibn Saud) que morreu no início de 1980 e Salem bin Laden, que morreu em 1988, quando uma aeronave ultraleve que ele estava voando caiu em linhas de alta tensão em San Antonio, Texas.

## Membros da família
Oficiais de inteligência americanos e europeus estimam que todos os parentes da família totalizem 600 pessoas. Em 1994, a família Bin Laden repudiou Osama e o governo saudita revogou seu passaporte. O governo saudita também despojou Osama bin Laden de sua cidadania, [2] por declarações públicas contra eles por permitir que tropas estadunidenses fossem baseadas na Arábia Saudita em preparação para a Guerra do Golfo de 1991.
Os ramos da família, com base nas nacionalidades das esposas, incluem o mais destacado "grupo saudita", um "grupo sírio", um "grupo libanês", e um "grupo egípcio". O grupo egípcio emprega 40.000 pessoas sendo o maior investidor estrangeiro privado do país. Osama bin Laden é o único filho da décima esposa de Muhammed bin Laden, Alia  Hamida al-Attas, que era de origem síria, fazendo Osama um membro do grupo sírio.

### Primeira Geração
- Muhammed bin Awad bin Laden (Nascido em 1908 e Falecido em 1967): Patriarca da Família. Antes da Primeira Guerra Mundial, Muhammed, originalmente pobre e sem instrução, emigrou de Hadramaut, no litoral sul do Iêmen para porto de Jeddah na Arábia Saudita, onde começou a trabalhar como porteiro. Iniciando seu próprio negócio em 1930, Muhammed construiu sua fortuna como um empreiteiro para a família real saudita durante a década de 1950. Casado 22 vezes, teve cerca de 55 crianças; Osama bin Laden nasceu como o filho 17. Muhammed morreu num acidente de avião 1967 na Arábia Saudita, e o controle passou para seu filho Salem.
- Alia Ghanem (Nascida na Síria): Décima esposa de Muhammed e mãe de Osama, se divorciou logo depois que Osama nasceu, vindo a se casar com o padrasto de Osama em 1958.
- Muhammad al-Attas (Nascido em 1918 e Falecido em 1993): Padrasto de Osama.
- Abdallah bin Laden (Nascido em 1921 e Falecido em 1990): Tio de Osama.

### Segunda Geração
- Salem bin Laden ( Nascido em 1946) participou da Millfield, a escola de Inglesa de embarque; assumiu o império da família em 1967. Guitarrista amador na década de 1970, casou-se com uma estudante de artes Inglesa, Caroline Carey, cujo meio-irmão Ambrose Douglas é o segundo filho ilegítimo do Marquês de Queensberry, na Escócia, foi morto nos arredores de San Antonio, Texas, em 1988, quando um avião ultraleve experimental que ele estava voando caiu em uma rede elétrica.
- Tarek bin Laden: Conhecido como "a personificação da dicotomia (conservadorismo e mudança) da Arábia Saudita". Na década de 1990, Tarek foi supervisor geral da International Islamic Relief Organization.
- Bakr bin Laden:  Sucedeu Salem como presidente do Saudi Binladin Group; corretor de grande proeminência em Jeddah;
- Hassan bin Laden: Vice-presidente senior da SBG;
- Yehia bin Laden: também ativa na SNG, em 2001 tinha de 16% por cento da Cambridge, MA-se Hybridon, Inc.
- Mahrous bin laden: Esteve envolvido na insureição da Grande Mesquita, realizada por dissidentes contra a família real saudita no Masjid Al-Haram em Meca, em 20 de novembro de 1979. Este evento sacudiu o mundo muçulmano com a violência que se seguiu e a morte de centenas de santos islâmicos. Relatos dizem que caminhões de propriedade da família podem ter sido usados para contrabandear armas para a cidade, que é muito bem vigiada e o acesso controlado;

A ligação de Bin Laden era através do filho de um sultão do Iêmem, que havia sido radicalizado pelos membros da Síria da Irmandade Muçulmana. Mahrous ficou preso por um tempo, mas a pedido da família ao governo da Arábia Saudita, ele não foi decapitado juntamente com 63 outros envolvidos, que tiveram suas execuções públicas transmitidas pela televisão saudita ao vivo. Mais tarde anistiado, ele ingressou nos negócios da família, e tornou-se gerente da filial  das empresas bin Laden em Medina, e um membro do conselho da SBG;
- Osama bin Laden: (Nascido em 1957 na Arábia Saudita e Falecido em 2011 no Paquistão) planejou os ataques de 11 de Setembro contra os Estados Unidos. Foi um dos terroristas mais procurado do mundo, sendo que foram oferecidos 25 milhões de dólares pela sua captura ou notícias sobre seu paradeiro. Osama foi morto pelo Exército Americano em conjunto com forças da CIA, em uma mansão localizada no interior do Paquistão no dia 01 de maio de 2011.
- Najwa Ganem (nascida em 1960 na Síria): a primeira esposa de Osama, casada 1974, uma prima em primeiro grau, e sobrinha de sua mãe, escreveu um livro "Crescendo com bin Laden" em co-autoria com Omar Osama;
- shaikha al-Attas: Meia-irmã de Osama, filha de Alia Ghanem e Muhammed al-Attas;
- Yeslam bin Laden: estudou na década de 1970 na Universidade do Sul da Califórnia, em Los Angeles; vive na Suíça, tornando-se cidadão deste país em 2001. Chefe de uma empresa da família sendo esta o braço dos bin Laden na Europa, a Arábia Investment Company. A AIC foi investigada por oficiais suíços e americanos por causa de sua participação financeira  em uma empresa de aviação Suíça - alega não ter tido contato com Osama desde 1981.
- Abdullah bin Laden, irmão de Osama bin Laden [6] (nascido em 1965): graduado de Harvard Law School; vivia em Cambridge, Massachusetts na época dos atentados, sendo o único parente a permanecer nos Estados Unidos, ficando em Boston por quase um mês. Ele foi tesoureiro da organização World Assembly of Muslim Youth nos Estados Unidos.[6]
- Shafig bin Laden: Meio-irmão de Osama. Foi um convidado de honra na conferência do Grupo Carlyle em Washington no Hotel Ritz-Carlton  em 11 de setembro de 2001, e esteve entre os 13 membros da família Bin Laden a deixar os Estados Unidos em 19 de setembro de 2001 a bordo N521DB.

Consta que ele ajudou a organizar o ramo  Americano da Assembléia Mundial da Juventude Muçulmana (WAMY, ocasionalmente relatada como o Congresso Mundial da Juventude Muçulmana) em Falls Church, Virgínia, durante a década de 1990 com seu irmão e Abdallah Kamal Kamal Helwabi ou HELBAWY, um membro da Irmandade Muçulmana egípcia, que agora se caracteriza como um moderado.

### Terceira Geração
- Wafah Dufour (nascida Wafah bin Laden em 23 de maio de 1978, em Los Angeles, Califórnia) é uma modelo americana e aspirante a cantora e compositora. Ela passou a primeira parte de sua vida em Jeddah, Arábia Saudita, junto com suas irmãs  Najia, Noor, sua mãe  e seu pai; em seguida mudou-se para Genebra, na Suíça. Em 1988, seus pais se separaram. Ela obteve um diploma de Direito na Faculdade de Direito de Genebra (Suíça) e depois um mestrado pela Columbia Law School, nos Estados Unidos. Ela morava em Manhattan, até por volta da época do 11 de setembro de 2001 ataques, mas estava em Genebra para férias de verão, no momento dos ataques. Ela vive atualmente em Nova York e está trabalhando em seu primeiro álbum.
- Abdallah Osama bin Laden (nascido em 1976): filho de Osama e Najwa. Vive atualmente na Arábia Saudita. Abdallah dirige sua própria empresa, denominado Fama Publicidade, em Jeddah. Ele é acompanhado de perto pelo governo saudita, que tem restringido suas viagens  para o Reino Unido desde 1996, segundo fontes sigilosas, ele nunca renegou o seu pai.
- Saad bin Laden(nascido em 1979): filho de Osama e Najwa; acompanhou o pai em seu exílio no Sudão entre 1991-1996, e depois para o Afeganistão. Acredita-se ser casado com uma mulher do Iêmem.

Saad teria chegado no Irã, em 2002, proveniente do Afeganistão, com um passaporte falso usando o nome do iraniano Saad Mahmoudian, o funcionário da alfândega imediatamente reconheceu que o passaporte era falso, ele foi revistado e interrogado brevemente e de segurança dos aeroportos notificados, mas o Ministério da Inteligência e Segurança Nacional do Irã não foi (que também é responsável pela identificação de pessoas detidas em aeroportos), como seira o habitual. Como resultado, o oficial não encontrou nada suspeito sobre sua entrada e lhe permitiu deixar Teerã.
Acreditasse ser ele um dos responsáveis pela explosão de uma sinagoga da Tunísia em 11 de abril de 2002. Também lhe é atribuido a participação em um atentado suicida em 12 de maio de 2003 em Riade, e os bombardeios no Marrocos quatro dias depois. Acredita-se que ainda esteja no Irã, mas outros afirmam que ele foi preso ou fora deportado pelo governo iraniano para o Afeganistão ou Paquistão por ser o suposto autor dos atentados de 2005 em Qom.
- Omar Osama bin Laden(nascido em 1980): filho de Osama e Najwa, acompanhou o pai no exilio no Sudão e depois disso o seguiu também para o Afeganistão. Ele retornou para a Arábia Saudita, após uma aparente briga com seu pai sobre os métodos violentos deste.

Por um tempo Omar teve sua própria companhia empreiteira em Jidá. Omar tem um filho, Ahmed com sua ex-esposa de quem se divorciou. Em setembro de 2006 casou-se com Zaina e estão agora vivendo em um local secreto no Catar. Em 2008, Omar aproximou de Jean Sasson, autora  best-seller internacional, "Princess: A True Story of Life Behind the Veil" sobre como escrever sua história de vida.
- Osama bin Mohammad bin Laden (nascido em 1983): filho de Osama e Najwa, casou-se com a filha de um líder da al-Qaeda, Mohammed Atef, em janeiro de 2001 em Kandahar, Afeganistão. O casamento foi transmitido pela Al-Jazeera, onde estavam presentes três meio-irmãos de Osama e sua mãe.
- Hamza bin Laden (nascido em 1991): filho de Osama. Membro sênior da Al-Qaeda no Afeganistão.
- Caleb bin Muhammad bin Awad bin Laden   كالب بن محمد بن عوض بن لادن   (nascido em 1992): filho de Osama. Desaparecido, não se sabe se está morto ou vivo.
- Abdul Aziz bin Laden: gerencia as operações egípcias da SBG; Número 2 no ranking de 2006 sa UAE National Superstock Bike Championship.

## Árvore genealógica
Mohammed bin Awad bin Laden (1908–1967)
Seus filhos foram:
1. Salem bin Laden (1946–1988) casado com Caroline Carey
2. Ali bin Laden
3. Thabet bin Laden (d. 2009)
4. Mahrous bin Laden

Raymond bin Laden
1. Hassan bin Laden
2. Bakr bin Laden
3. Khalid bin Laden
4. Yeslam bin Ladin (1950) casado com Carmen bin Ladin (1954)
  1. Wafah Dufour (1978)
  2. Najia Dufour (1979)
  3. Noor Dufour (1987)
5. Ghalib bin Laden
6. Yahya bin Laden
7. Abdul Aziz bin Laden
8. Issa bin Laden
9. Tarek bin Laden
10. Ahmed bin Laden
11. Ibrahim bin Laden
12. Shafiq bin Laden
13. Osama bin Laden (1957–2011) casado com Najwa Ghanem (1960)
14. Khalil bin Ladin
15. Saleh bin Ladin
16. Haider bin Laden
17. Saad bin Laden
18. Abdullah bin Laden
19. Yasser bin Laden
20. Mohammad bin Laden (1967)

## Filhos de Osama bin Laden
Filhos reconhecidos  de Osama bin Laden de suas respectivas esposas, incluem
- Najwa Ghanem
  - Abdullah bin Laden (1976)
  - Abdul Rahman bin Laden (1978)
  - Saad bin Laden (1979-2009), morto em um ataque de drones na região tribal do Paquistão em 2009[7]
  - Omar bin Laden (1981) casado com Zaina Alsabah-Bin laden
  - Osman bin Laden (1983)
  - Mohammed bin Osama bin Laden (1983)
  - Fatima bin Laden (1987)
  - Iman bin Laden (1990)
  - Laden "Bakr" bin Laden (1993)
  - Rukhaiya bin Laden (1997)
  - Nour bin Laden (1999)
- Khadijah Sharif
  - Ali bin Laden (1986)
  - Amer bin Laden (1990)
  - Aisha bin Laden (1992)
- Khairiah Sabar
  - Hamza bin Laden (1989-2019)
- Siham Sabar
  - Khalid bin Laden (1988–2011), morto durante o ataque do SEAL da Marinha em Abbottabad, no Paquistão
  - Khadija bin Laden (1988)
  - Miriam bin Laden (1990)
  - Sumaiya bin Laden (1992)
- Amal Fateh al-Sadah
  - Safiyah bin Laden (2001)
  - Aasiah bin Laden (2003)
  - Ibrahim bin Laden (2004)
  - Zainab bin Laden (2006)
  - Hussein bin Laden (2008)

## Controvérsias

### Alegadas ligações comerciais da família Bush e Bin Laden
Michael Moore, em seu controverso filme Fahrenheit 9/11, alega que existiram fortes ligações empresariais entre a família Bush e a família Bin Laden. Moore baseia a maior parte de suas acusações no livro de Craig Unger, House of Bush, House of Saud, que relata que Salem bin Laden investiu nas empresas dos Bush através de James R. Bath, seu representante comercial exclusivo para os Estados Unidos. Salem bin Laden também teria investido algum dinheiro na Arbusto Energy, uma empresa dirigida por George W. Bush.
Vários membros da família Bush são investidores da Carlyle Group, uma empresa de defesa e de fundo de investimento com inúmeros interesses no Oriente Médio, dirigida pelo ex-secretário de Defesa dos Estados Unidos durante a administração Reagan, Frank Carlucci.
A mídia destacou também que o ex-presidente George H. W. Bush participou de uma reunião de investidores no Hotel Ritz-Carlton, em Washington DC, no dia 10 de setembro de 2001, nomeadamente um encontro com Shafiq bin Laden, que representava os interesses conjuntos da Saudi Binladin Group e da Carlyle Group.
No entanto, Bush não participou na manhã de 11 de setembro (embora tenha sido alegado que a reunião ocorreu durante os ataques terroristas de 11 de setembro), o ex-secretário de Estado James Baker esteve presente, juntamente com Carlucci. Os grupos Carlyle e Binladin cortaram mutuamente suas relações de negócios em 26 de outubro de 2001.

### "O voo bin Laden"
Pelo menos 13 familiares de Osama bin Laden, acompanhados por guarda-costas e colaboradores, deixaram os Estados Unidos em um voo fretado com a Ryan International Airlines (Voo 441 da Ryan Internacional)  oito dias após os ataques terroristas de 11 de setembro de 2001, de acordo com um lista de passageiros lançada em 21 de julho de 2004. A lista de passageiros foi divulgada pelo senador Frank Lautenberg (D-NJ), que obteve o manifesto de funcionários no Aeroporto Internacional Logan de Boston. Nenhum dos voos, domésticos ou internacionais, ocorreram antes da reabertura do espaço aéreo nacional, na manhã de 13 de setembro e a Comissão do 11 de Setembro não encontrou "nenhuma evidência de uma intervenção política".
Entre os passageiros com o sobrenome bin Laden estavam Omar Awad bin Laden, que estava vivendo com o sobrinho de Osama, Abdallah Awad bin Laden, que estava envolvido na formação do ramo estadunidense da Assembleia Mundial da Juventude Muçulmana em Alexandria, e Shafig bin Laden, um meio-irmão de Osama que estava alegadamente participando da conferência anual de investidores do Carlyle Group.
Também a bordo estava Akberali Moawalla, um funcionário da empresa de investimento dirigida por Yeslam bin Laden, outro dos meio-irmãos de Osama bin Laden. Os registros mostram que um passageiro, Kholoud Kurdi, viveu no norte da Virgínia com um parente de bin Laden.
O voo bin Laden receberia nova divulgação porque foi um tópico no polêmico documentário de Michael Moore, Fahrenheit 9/11.
A Comissão do 11 de Setembro descobriu que o "FBI conduziu uma triagem satisfatória de cidadãos sauditas que deixaram os Estados Unidos em voos fretados. O governo saudita foi avisado e concordou com as exigências do FBI que os passageiros sejam identificados e verificados contra vários bancos de dados antes dos voos partirem. o representante da Federal Aviation Administration que trabalhou no centro de operações do FBI certificou que o FBI estava ciente dos voos de cidadãos sauditas e foi capaz de rastrear os passageiros antes que eles fossem autorizados a partir"..